# Droits LGBT au Burkina Faso

Localisation du Burkina Faso.

Les droits LGBT au Burkina Faso sont les droits concernant les personnes lesbiennes, gays, bisexuelles et transgenres (LGBT) au Burkina Faso. Elles font face à des situations juridiques différentes de celles des personnes non-LGBT. Les actes homosexuels n'étaient pas illégaux au Burkina Faso, aucun texte officiel ne pénalisant ou légalisant l'homosexualité dans le pays. De plus, le pays a signé plusieurs traités internationaux qui l'empêchent de pénaliser l'homosexualité, ce qui fait que les différents gouvernements ont rejeté des lois des sur la pénalisation de l'homosexualité proposées par des députés religieux (de l'islam et du christianisme). Cependant en juillet 2024, le gouvernement militaire au pouvoir annonce interdire formellement tout actes homosexuel dans le cadre d'une nouvelle législation sur le mariage.

## Mariage
La Constitution du Burkina Faso n'autorise pas le mariage entre personnes de même sexe et définit le mariage comme l'union entre un homme et une femme.

## Adoption et planification familiale
L'adoption est légale pour les couples hétérosexuels uniquement .